# Myrtle Claire Bachelder
Myrtle Claire Bachelder (13. března 1908 Worcester – 22. května 1997 Chicago) byla americká chemička a důstojnice ženského armádního sboru. Je známá svou prací na tajném programu vývoje atomové bomby – Projektu Manhattan a vývojem technik v chemii kovů.
Projekt Manhattan Engineering District (MED) byl krycí název pro utajený americký vývoj atomové bomby za 2. světové války v období 1942–1946. Výzkumné a výrobní provozy se nacházely na 30 místech v USA, Velké Británii a Kanadě. Tento projekt zaměstnával celkem 225 000 lidí a dalších 600 000 lidí na něm pracovalo nepřímo. Většina lidí nevěděla, že pracuje na jednom z nejdůležitějších válečných úkolů druhé světové války.
Bachelder celý život věřila, že její roli ve vývoji atomové bomby a následném použití atomových zbraní proti Japonsku lze ospravedlnit ukončením druhé světové války a zabráněním daleko větším ztrátám na životech.
Během svého života byla velmi pracovitá a snažila se využít každé hodiny k práci a dalším objevům.

## Život
Myrtle Claire Bachelder se narodila 13. března 1908 ve Worcesteru ve státě Massachusetts. V roce 1930 získala bakalářský titul na Middlebury College a stala se středoškolskou učitelkou přírodních věd a trenérkou atletiky v South Hadley Falls v Massachusetts. Magisterský titul získala na Bostonské univerzitě.

### Kariera během války

Nejdůležitější pracoviště Projektu Manhattan v USA a Kanadě

Během druhé světové války v listopadu 1942 se přihlásila do Women's Army Corps (WAC) na velitelství ve Springfieldu v Massachusetts. Po výcviku na vojenských základnách v několika státech USA byla přidělena k rotě "D" WAC Detachment of the Manhattan District, United States Army Corps of Engineers.
Bachelder se zúčastnila Projektu Manhattan, což bylo kódové označení pro speciální vojenskou divizi zaměřenou na vývoj atomové zbraně. V tajné laboratoři v odlehlé pouštní lokalitě Los Alamos byla Bachelder zodpovědná za analýzu spektroskopie izotopů uranu a výzkum technik rentgenového záření. Tajný program vedl Robert Oppenheimer, kterého Bachelder popsala jako muže tužky a papíru, který byl ohromen laboratorní mašinérií v Los Alamos.
Její role v projektu byla klíčová pro výrobu první atomové bomby na světě. Vzhledem k tomu, že izotop uranu-235 je štěpný, zatímco izotop uranu-238 štěpný není, pracovala na metodách pro přípravu čistého uranu-235 pro jadernou bombu. Tyto metody byly použity také při přípravě plutonia-239, štěpného materiálu použitého při konstrukci atomové bomby pro jaderný test Trinity, který byl proveden16. července 1945. Analogické metody byly použity pro uranovou zbraň s kódovým označením Little Boy, která zničila Hirošimu v Japonsku 6. srpna 1945, a pro plutoniovou bombu, která zničila Nagasaki 9. srpna 1945. Výbuchy těchto bomb vedly k japonské kapitulaci.

### Kariera po válce

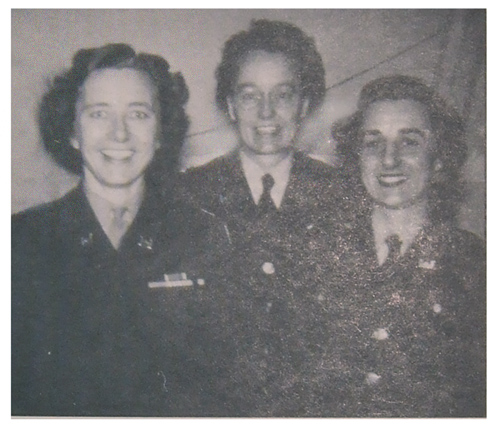
Myrtle Bachelder (uprostřed) v Los Alamos v roce 1946

V říjnu 1945 patřila Bachelder mezi vědce, kteří se postavili proti návrhu May-Johnsonova zákona, který by byl zachoval vojenskou kontrolu nad jaderným výzkumem. Návrh zákona nakonec  Kongres zamítl a nahradil ho McMahonovým zákonem o atomové energii.
V lednu 1947 schválila nově vytvořená Komise pro atomovou energii odtajnění 270 dříve utajovaných dokumentů. Mezi nimi byly i objevy související s rentgenovým zářením a čištěním uranových rud, které Bachelder učinila v průběhu války. Díky těmto dokumentům se Bachelder dočkala uznání za úspěchy, kterých jako žena ve vědě dosáhla.
Po odchodu z armády se Bachelder stala výzkumným chemikem na univerzitě v Chicagu, kde v roce 1942 uskutečnili první samostatnou jadernou reakci. V počáteční fázi Projektu Manhattan byl ředitelem chemické divize metalurgické laboratoře nositel Nobelovy ceny James Franck. V roce 1967 přejmenovali ústav na jeho počest na Institut Jamese Francka. Sem Bachelder nastoupila, aby se věnovala výzkumu v oblasti chemie kovů.
Mezi další úspěchy Bachelder patří vývoj metody na čištění vzácných prvků telluru a india. Její rozsáhlé vědecké znalosti našly uplatnění v mořské archeologii, když určila chemické složení mosazných děl nalezených v Egejském moři na potopených lodích. Přispěla také k astrochemii, když na žádost NASA analyzovala chemické složení měsíčních hornin, které byly shromážděny z měsíčního povrchu během misí Apollo v letech 1969 až 1972.
V roce 1973 Bachelder odešla z Institutu Jamese Francka. Dále byla aktivní v Americké asociaci důchodců (AARP). Zemřela v Chicagu 22. května 1997 v nedožitých devadesáti letech.